# Razão (contabilidade)
Livro razão, razão geral, ficha razão, extrato da conta são denominações para o principal agrupamento de registros contabilísticos de uma empresa que usa o método das partidas dobradas. Ele é composto pelo conjunto de contas contábeis e é um "índice" para todas as transações que ocorrem em uma companhia. É chamado de ferramenta de ordem sistemática, enquanto o livro diário, seria a ferramenta contabilística de ordem cronológica.
A planilha de balanço (baseado no balanço patrimonial) e a demonstração de resultados ou de lucros e perdas são derivados do razão. Devido a sua organização em contas, o razão permite que se observe o impacto de todas as transações que as movimentam a cada momento. O razão deve incluir a data, a descrição do lançamento (conta e contra-conta ou contra partida, acompanhada de histórico e documentos de referência) e o saldos entradas para cada conta contabilística . Ele geralmente é dividido em outras categorias sendo o razão de contas-correntes, o mais comum.
No livro razão são indicadas todas e cada uma das operações da entidade, na medida e ordem em que ocorrem, assim como as alterações qualitativas e quantitativas por elas produzidas nos recursos aplicados e nas origens destes recursos.
No Brasil é um livro de escrituração obrigatório.

## Nota
- OBS: Em dadas circunstâncias, opte por usar todos os procedimentos contábeis para adquirir resultados relevantes para a sua pesquisa ou atividade sistemática contábil; O Livro Razão consolida essas estas ideias (sistematização), o contador deve, por indicação abordar as atividades anteriores da empresa - por exemplo, o livro Diário -, o que consolida as à petições exigidas pela dinâmica da empresa.
- O artigo apresentado acima (desde "OBS"), conta como referência o seguinte termo: 2º ADM - D (Nicodemos)